# 道格拉斯·斯图尔特 (赛艇运动员)
道格拉斯·斯图尔特（英語：Douglas Stuart，1885年3月1日—1969年），英国男子赛艇运动员。他曾代表英国参加1908年夏季奥林匹克运动会赛艇比赛，获得男子八人单桨有舵手铜牌。